# Collierley
Collierley var en civil parish från 1866 till 1937 då den blev en del av Stanley och Consett, i grevskapet Durham, i England. Civil parish var belägen 17 km från Durham och hade 6 457 invånare år 1931.